# Pola
Pola – zdrobnienie imienia Apolonia. Zaczęło być nadawane jako samodzielne imię. Być może usamodzielniła się pod wpływem pomieszania zdrobnienia Apolonii z imieniem Paula, wymawianym w niektórych językach jako Pola. Wśród imion nadawanych nowo narodzonym dzieciom, Pola zajmuje 11. miejsce w grupie imion żeńskich.
Pola imieniny obchodzi 9 lutego, w imieniny Apolonii, lub 23 września, w imieniny Polikseny.
Znane osoby noszące imię Pola:
- Pola Negri – polska aktorka i modelka, właśc. Apolonia Chałupiec
- Pola Raksa – aktorka polska, właśc. Apolonia Raksa
- Pola Gojawiczyńska – polska pisarka, właśc. Apolonia Gojawiczyńska
- Pola Nowakowska – polska siatkarka